# هارييت مارغريت لويزا بولس
هارييت مارغريت لويزا بولس (مولودة كنسيت) (1877-1970) (بالإنجليزية: Harriet Margaret Louisa Bolus)‏ هي عالمة نبات جنوب أفريقية.
ولويزا بولس لديها أيضا تراث كبير في وصف أنواع النباتات البرية أكثر من أي عالمة نبات أنثى أخرى إذ قامت بتسمية 1449 نوعاً نباتياً.